# Glanstrast
Glanstrast (Turdus serranus) är en fågel i familjen trastar inom ordningen tättingar.

## Utseende och läte
Glanstrasten är en rätt stor trast. Hanen är helt glansigt svart med orangefärgad näbb och ögonring, liksom orangefärgade ben. Honan är varmt mellanbrun med mattgult på näbb, ögonring och ben. Sången är distinkt, en snabb serie toner som stiger på slutet, oavbrutet upprepad.

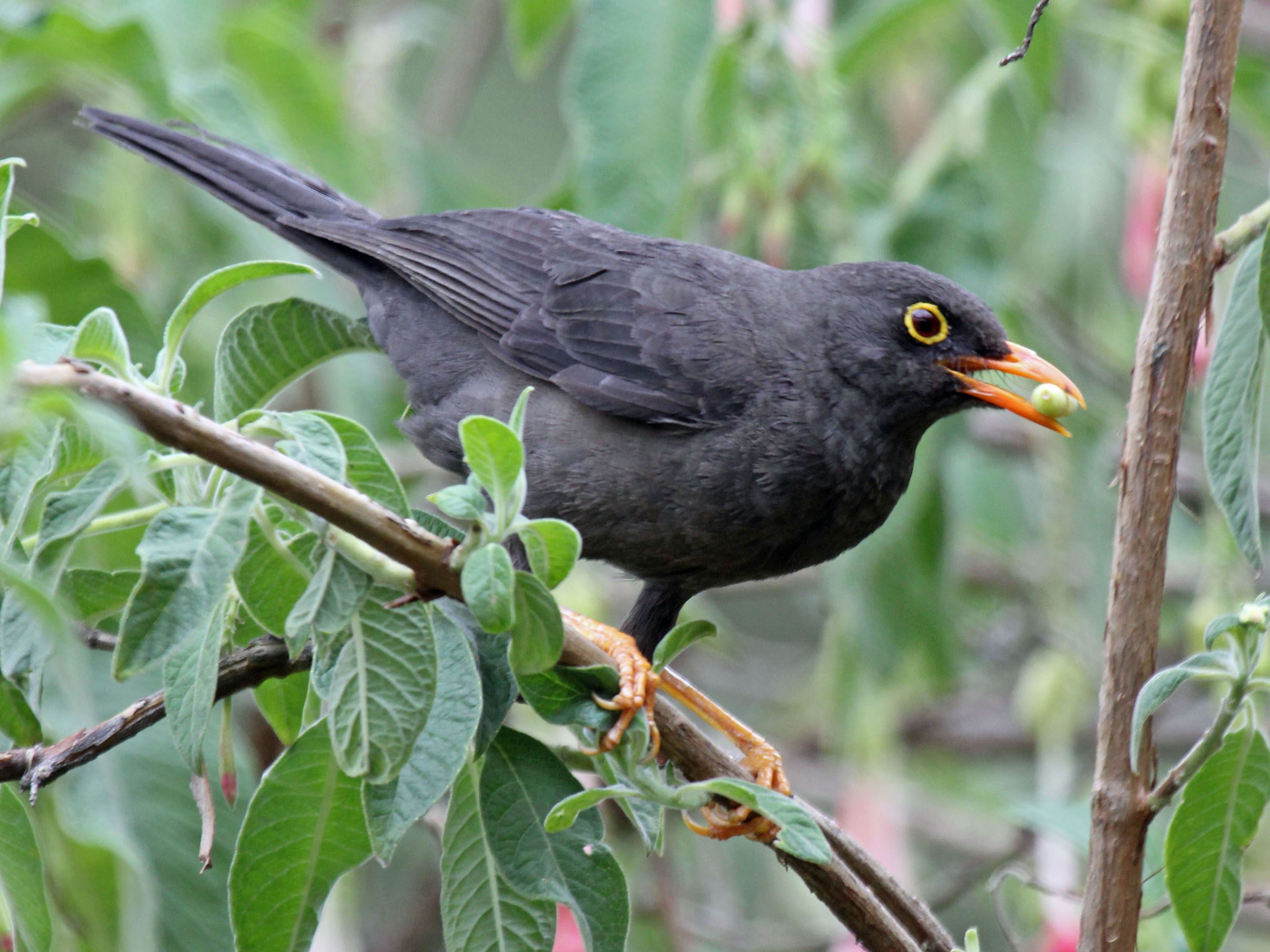

## Utbredning och systematik
Glanstrast delas in i fyra underarter med följande utbredning:
- Turdus serranus cumanensis – nordöstra Venezuela (Anzoátegui, Sucre och Monagas)
- Turdus serranus atrosericeus – nordöstra Colombia till Anderna i norra Venezuela
- Turdus serranus fuscobrunneus – bergsområden från centrala och södra Colombia till Ecuador
- Turdus serranus serranus – bergsområden i Peru och Bolivia
- Turdus serranus continoi – nordvästra Argentina (Salta och Jujuy)

Vissa inkluderar continoi i nominatformen.

## Levnadssätt
Glanstrasten är en relativt vanlig fågel i subtropiska zonen i Anderna på mellan 1500 och 2800 meters höjd. Den hittas vanligen i molnskog eller vid skogsbryn och gläntor. Den tenderar att hålla sig gömd, men hanen sjunger ibland från synlig sittplats i gryning och skymning. Olikt stortrasten hoppar den vanligen inte runt på marken i det öppna.

## Status och hot
Arten har ett stort utbredningsområde, men den tros minska i antal, dock inte tillräckligt kraftigt för att den ska betraktas som hotad. IUCN kategoriserar därför arten som livskraftig (LC). Världspopulationen har inte uppskattats, men den beskrivs fortfarande som tämligen allmän.